# Дурадажи, Иван Георгиевич
Иван Георгиевич Дурадажи, другой вариант фамилии — Дурадожи (22 сентября 1931 год — 20 марта 2005) — шахтёр, бригадир проходчиков горных выработок шахты № 3 треста «Абайуголь» Управления угольной промышленности Казахской ССР, Карагандинская область. Герой Социалистического Труда (1966). Почётный шахтёр СССР. Полный кавалер Знака «Шахтёрская слава».

## Биография
Родился 22 сентября 1931 года в селе Вайсал Измаильского жудеца губернаторства Бессарабия Королевства Румыния (ныне – село Василевка, административный центр Василевской сельской объединённой территориальной общины Болградского района Одесской области Украины) в болгарской семье.
Его родители были депортированы в Казахстан. После окончания школы устроился на работу на шахту № 64/83.
Служил в Советской армии. Возвратившись после армии в Караганду, продолжил работать на шахте № 64/83. В 1959 году шахта № 64/83 была закрыта и Иван Дурадажи стал работать на шахте № 23 треста «Ленинуголь».
С 1964 года трудился на шахте № 3 треста «Абайуголь». Был назначен бригадиром проходчиков горных выработок. Бригада Ивана Дурадажи ежегодно перевыполняла производственный план в среднем на 30 %. В 1965 году бригаде было доверено произвести испытания нового проходческого комбайна ПК-3М.
В 1965 году бригада выработала 323 метра вместо запланированных 244 метра. За выдающиеся заслуги в выполнении заданий семилетнего плана по развитию угольно и сланцевой промышленности и достижение высоких технико-экономических показателей в работе, достигнутые в развитии сельскохозяйственного производства и выполнение пятилетнего плана продажи государству продуктов земледелия и животноводства удостоен звания Героя Социалистического Труда указом Президиума Верховного Совета СССР от 29 июня 1966 года с вручением ордена Ленина и золотой медали «Серп и Молот».
В 1967 году переехал на Украину, где трудился на шахте «Терновская» в городе Терновка Днепропетровской области. В 1970 году бригада Ивана Дурадажи использовала новый проходческий комбайн ПК-9Р, в результате чего ежемесячная проходка составила в среднем 840 метров.
В 1978 году по просьбе руководства объединения перешел на шахту «Благодатная» для оказания помощи в проходке выработок, возглавил отстающую бригаду и вывел ее в передовые.
В 1980 году вернулся на шахту «Терновская» объединения «Павлоградуголь», где осуществлял вскрытие нового мощного пласта С8 в сложных геологических (уклон до 15 градусов) и гидрологических (приток воды до 80 м3/ч). Бригадой был внедрен новый метод прохождения разрезных печей с применением скреперной установки, исключающий непроизводительные трудоемкие операции по доставке настила и наращиванию в проводимой выработке скребкового конвейера, что в 2 раза ускорило прохождение разрезов, увеличило производительность труда проходчиков и значительно сократило сроки подготовки новых лав.
Избирался депутатом местных Советов.
Работал в шахте до выхода на пенсию. Жил в городе Павлоград Днепропетровской области.
Умер 20 марта 2005 года.
Награды
- Герой Социалистического Труда
- Орден Ленина
- Орден Октябрьской Революции (19.02.1974)
- Орден «Знак Почёта» (30.03.1971)
- Знак «Шахтёрская слава» 3 степеней
- медалями